# مذود

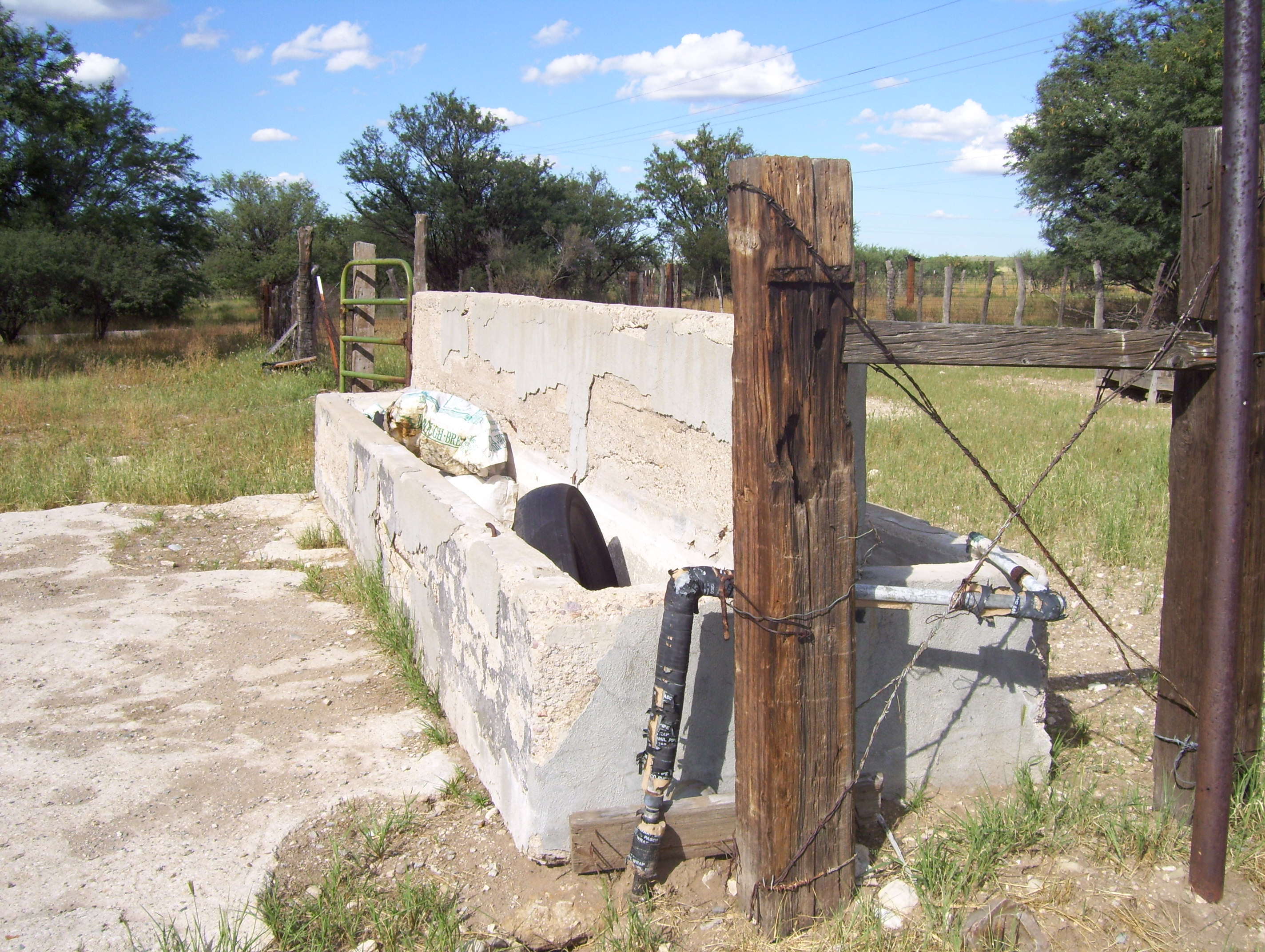
مذود حديث بالقرب في أريزونا

المِذوَد أو المَعلَف هو وعاء يوضع به طعام الحيوانات الكبيرة.
يستخدم المذود في الغالب في تربية الماشية وتوجد بشكل عام في الاسطبلات والبيوت الريفية. كما أنها تستخدم لإطعام الحيوانات البرية، على سبيل المثال، في المحميات الطبيعية. الحوض المماثل الذي يوفر مياه الشرب للحيوانات الأليفة أو غير الداجنة هو حوض سقي وقد يكون جزءًا من هيكل سقي أكبر يسمى حوض التروية.